# Rolf Martin Zinkernagel
Rolf Martin Zinkernagel (Riehen, Suïssa 1944) és un immunòleg suís guardonat amb el Premi Nobel de Medicina o Fisiologia l'any 1996.

## Biografia
Va néixer el 6 de gener de 1944 a la ciutat de Riehen, situada al cantó suís de Basilea-Ciutat. Va estudiar medicina a la Universitat Basilea, on es va graduar el 1968, i el 1970 va doctorar-se a la Universitat Nacional d'Austràlia. Després de treballar durant molts anys a Austràlia i els Estats Units el 1979 fou nomenat director de l'Institut d'Immunologia Experimental de Zúric.

## Recerca científica
Durant la dècada del 1970 inicià la seva col·laboració amb Peter Charles Doherty a Canberra, Austràlia. Al seu costat dugué a terme estudis sobre la immunologia del cos humà, centrant els seus objectius a conèixer el procés pel qual les cèl·lules del sistema immunitari distingeixen les cèl·lules infectades per microorganismes invasors de les cèl·lules sanes. Aquests treballs, publicats a la revista Nature el 1974, han permès avançar les investigacions sobre la sida, demostrant que la infecció d'un virus pot, durant la defensa del sistema immunitari, seleccionar unes mutacions del virus que no són reconegudes pel cos humà.
L'any 1996 fou guardonat, juntament amb Peter Charles Doherty, amb el Premi Nobel de Medicina o Fisiologia per les seves investigacions sobre la resposta immunitària de les cèl·lules.